# Шушь (посёлок, Шарыповский район)
Шушь — посёлок в Шарыповском районе Красноярского края России. Входит в состав Родниковского сельсовета.

## География
Посёлок расположен на расстоянии 30 км к северу от Шарыпово, административного центра района.

## Население
| 1989 | 2002 | 2010 |
| ---- | ---- | ---- |
| 76   | ↗96  | ↘84  |

Гендерный состав
По данным Всероссийской переписи населения 2010 года — в 2010 году в деревне проживало 84 человека (44 мужчины и 40 женщин).